# Global Gathering

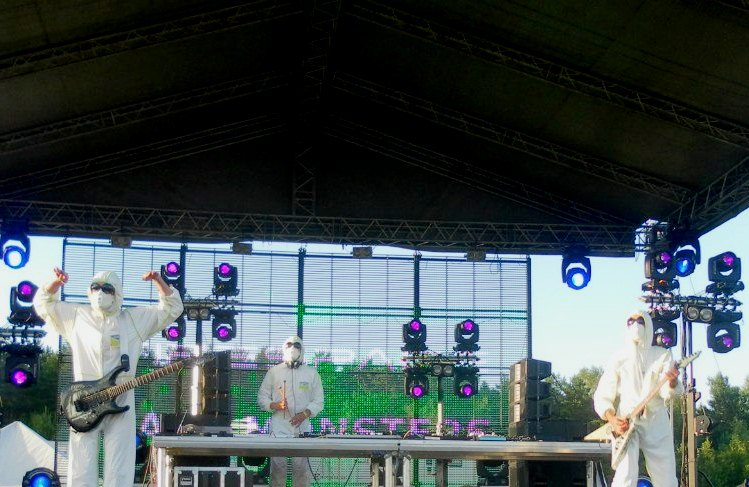
Виступ колективу Firespace на Global Gathering 2012 року в Минську

Global Gathering (Глобал Гезерін) — щорічний британський фестиваль танцювальної електронної музики, що проходить у Стратфорді-на-Ейвоні, проводився у 2001—2014 роках. Основні музичні напрямки фестивалю: транс, хаус, драм-ен-бас.
18 березня 2006 фестиваль Global Gathering дебютував поза межами Британії та Ірландії у Маямі. Того ж року, з 1 до 3 вересня він проходив у Лас-Вегасі, США.
14 липня 2007 фестиваль було вперше проведено в Європі, у Києві. Організатором фестивалю в Україні виступила група VIRUS Music. Фестиваль також відкрився 17 серпня 2007 у Туреччині та 27 жовтня 2007 в Малайзії.

## Виноски
1. ↑  http://www.tr-ance.com/forum/?showtopic=22879 — [Архівовано 23 серпня 2007 у Wayback Machine.] див. малюнок
2. ↑  http://www.fractionize.net/wordpress/2007/06/04/recharge-revelation5-global-gathering-malaysia/ — [Архівовано 11 жовтня 2007 у Wayback Machine.] див. малюнок